# Палац Катериничів
Пала́ц Катери́ничів — садиба у цегляному стилі, яка належала українському цукрозаводчику Петру Катериничу. Збудована в 1895 (за іншими даними — у 1910) році у місті Бобровиця Чернігівської області.

## Історія
У другій половині XVIII століття земельні наділи навколо Бобровиці були у власності колишньої козацької старшини. У 1807 році Кочубеї почали будівництво цукрового заводу. Пізніше цей завод опинився у власності Катериничів, які скупили усі землі Бобровиці й стали головними поміщиками.
Петро Петрович Катеринич (1856—1916) — цукрозаводчик, меценат, член Товариства імені Тараса Шевченка в Петербурзі.
Спочатку головна садиба Катериничів була у селі Марківці неподалік, але на початку XX століття вони перебралися у Бобровицю, а свій маєток поміщик передав у володіння місцевій школі.
У Бобровиці Катериничі почали зводити нову садибу, будівництво якої було завершено у 1895 (за іншими даними — у 1910) році.
У палацах Катериничів у Марківцях і Бобровиці часто проходили пишні бали, сюди приїздили відомі на той час люди, зокрема, український поет Тарас Шевченко та українська акторка і театральна діячка Марія Заньковецька. Батько Петра Катеринича, Петро Андрійович Катеринич, фінансово долучився до викупу Тараса Шевченка з кріпацтва, а Шевченко написав 8 акварельних портретів членів родини.
Тривалий час палац знаходився на балансі у місцевого цукрового заводу, який тримав тут клуб, бібліотеку та проводив дискотеку. Деякий час у будівлі працював спортивний клуб, у якому, свого часу, тренувалася важкоатлетка Ольга Коробка — чемпіонка і рекордсменка Європи. Проте цукровий завод припинив існування, і деякі приміщення палацу знаходяться вже у аварійному стані.
З 2011 року палац є об'єктом культурної спадщини та знаходиться у переліку нововиявлених об'єктів Чернігівської області під номером 8029-Чр.
У 2024 році будівлею зацікавилися ентузіасти, які провели декілька толок з прибирання сміття та зробили косметичний ремонт.

## Опис

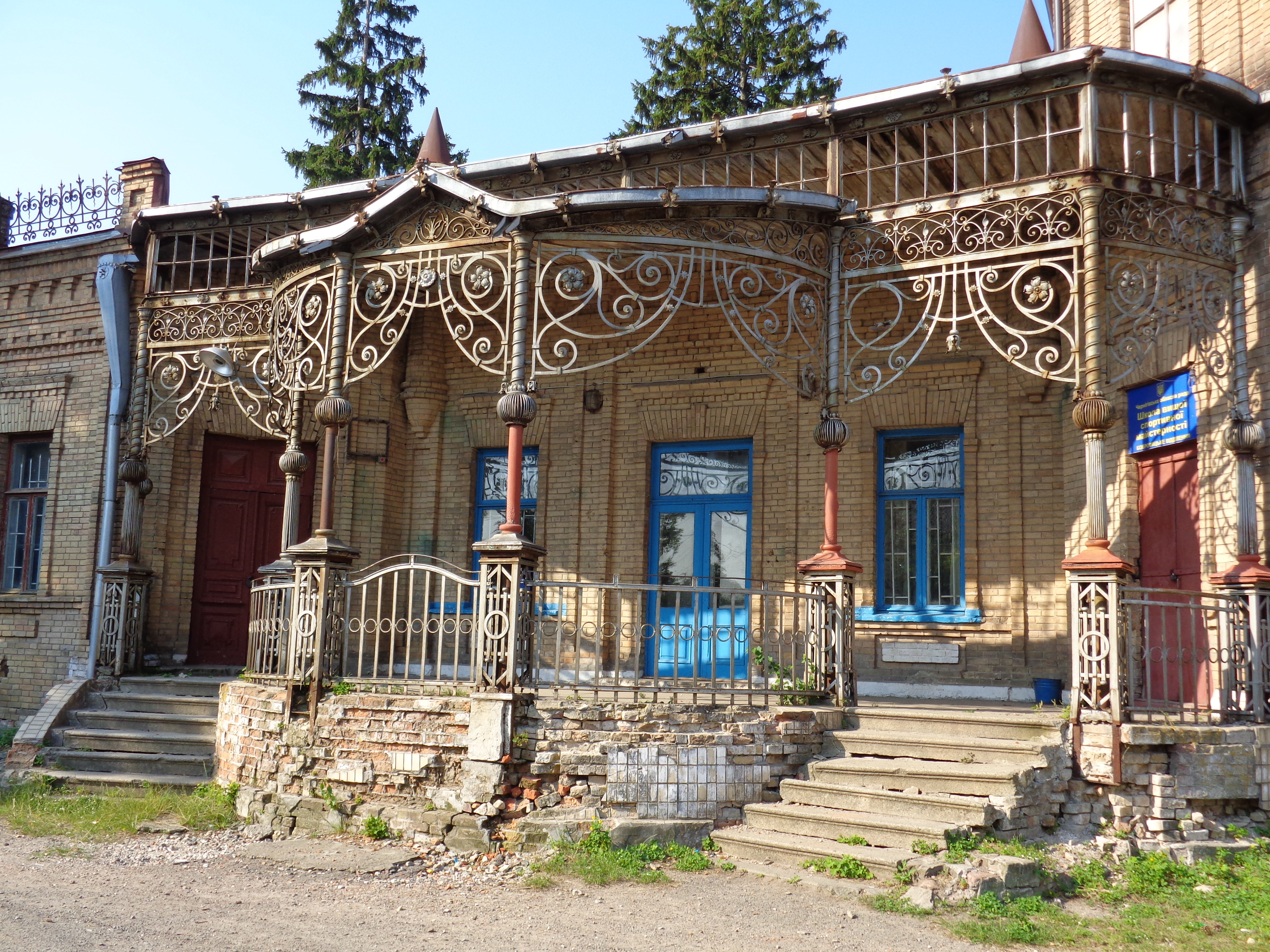
Коване оздоблення веранди маєтку

Будівля зведена у стилі цегляного модерну доби історизму. Вона будувалася з червоної іменної цегли, на якій стоїть родове тавро Катериничів.
Маєток має Г-подібну структуру з кутовими вежами-еркерами з конусоподібним дахом. За радянських часів до будівлі було зроблено прибудову. Стіни прикрашають об'ємні симетричні фігури з цегли.
Будівля багата на художні деталі, такі як трапецевидні сандрики над вікнами та ковані грати, що збереглися на парапетах даху. Фасад прикрашений пілястрами та напівколонками.
Головна окраса палацу — це кований мереживний декор веранди, яка прикрашена металевими колонами та решітки з візерунками.
На вікнах палацу встановлені металеві внутрішні захисні ролети та збереглися унікальні дерев'яні жалюзі.
Садиба опалювалася керамічними камінами, кахлі для яких, за деякими джерелами, були виготовлені в майстерні в селі Вороньки.